# Gregorio Aglipay

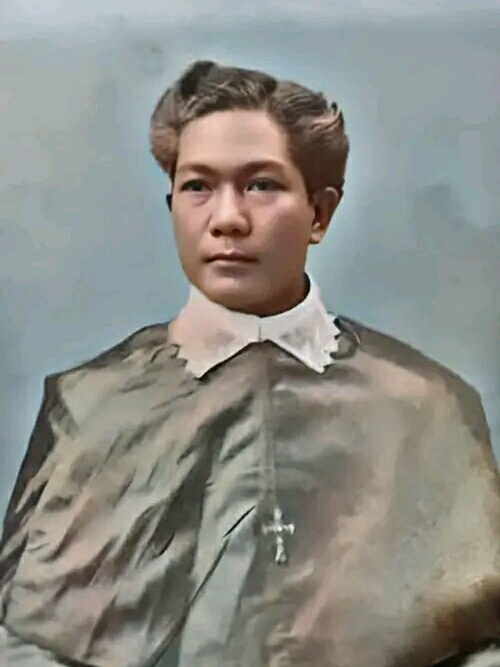
Gregorio Aglipay, um 1910

Gregorio Labayan Aglipay (* 8. Mai 1860 in Batac, Ilocos Norte; † 1. September 1940 in Manila) war ein römisch-katholischer Geistlicher und später der erste Metropolit (Erzbischof) der Unabhängigen Philippinischen Kirche.

## Leben
Gregorio Aglipay wurde in Bathe, Ilocos Nortes auf den Philippinen geboren. Seine Mutter starb, als er ein Jahr und sieben Monate alt war. Nunmehr verwaist, kam Aglipay unter die Obhut seiner Großonkel und Großtanten mütterlicherseits. Ein unangenehmes Erlebnis mit vierzehn Jahren machte einen tiefen Eindruck auf ihn: Weil er die erforderte Erntequote von Tabak nicht erreichte, wurde Aglipay ins Gefängnis geworfen und vor den gobernadorcillo (Verwalter) gebracht. Das verursachte in ihm eine tiefe Abneigung gegen die spanischen Verwaltungsbehörden.
Seine erste Erziehung erhielt Aglipay in seinem Heimatort. Im Jahr 1876 zog er nach Manila und besuchte dort eine Privatschule. Zwei Jahre später schrieb er sich mit finanzieller Unterstützung seines Großonkels am Colegio de San Juan de Letran ein, wo er das Bakkalaureat erlangte. Dann ging er zur Universität von Santo Tomas, um dort Jura zu studieren. Wenig später entschied er sich jedoch für das Priesteramt und trat im Jahr 1883 in das Vigan Seminar ein.
Am 21. Dezember 1889 empfing Aglipay in Manila die Priesterweihe. Acht Jahre lang arbeitete er als Kaplan in verschiedenen Pfarreien. Als im August 1896 die Philippinische Revolution ausbrach, war er Kaplan in San Pablo (Isabela).
Aglipay vertrat durchaus radikale Auffassungen und er war für die Revolution eingestellt. Doch erst als er in der zweiten Jahreshälfte 1896 nach Victoria, Tarlac versetzt wurde, kam er in direkten Kontakt mit der revolutionären Bewegung. Er wurde bekannt dafür, die Revolutionäre zu unterstützen. Ein betagter Einwohner dieser Stadt erinnerte sich gegen Ende des 20. Jahrhunderts, dass im Jahr 1897 der spanische cura parroco (Statthalter) angeordnet hatte, alle männlichen Einwohner der Stadt festzunehmen und hinzurichten, weil ihm zugetragen worden war, viele einflussreiche Familien unterhielten Beziehungen zur revolutionären Bewegung. Dem Kaplan Aglipay gelang es jedoch, die Hinrichtung abzuwenden, indem er an die spanischen Geistlichen appellierte und für die Unschuld der Festgenommenen bürgte. Der Befehl wurde aufgehoben und die Männer wurden freigelassen.
Am 20. Oktober 1898 wurde Gregorio Aglipay von Emilio Aguinaldo zum Militärgeistlichen der revolutionären Regierung berufen. Als Militärgeistlicher sicherte er sich die Dankbarkeit der spanischen Jesuiten. Durch sein Eingreifen wurden, so heißt es, zwei spanische Geistliche befreit. Die Patres Antonio Rosell und Felix Mir waren von den Revolutionären gefangen gehalten worden, später jedoch freigelassen und nach Manila verbracht. Bei anderer Gelegenheit griff er ein, als einige inhaftierte spanische Geistliche in Laoag gezwungen werden sollten, auf einem öffentlichen Platz den Rasen zu mähen.
Im September 1898 berief General Aguinaldo eine Delegiertenversammlung nach Malolos, Bulacan ein. Gregorio Aglipay vertrat dort seine Heimatprovinz Ilocos Norte und gehörte zu denen, die ihre Unterschrift unter die später vom Kongress verabschiedete Verfassung verweigerten.
Aglipay wurde von General Aguinaldo mit Dekret vom 20. Oktober 1898 in den Rang eines Militär-Generalvikars erhoben. In diesem Amt nahm er das von José Burgos begonnene Werk wieder auf – die Filippinisierung der katholischen Kirche auf den Philippinen. Er veröffentlichte verschiedene Manifeste, in denen der philippinische Klerus aufgerufen wurde, sich zu organisieren und die Herrschaft in der Kirche des Landes zu übernehmen. Diese Manifeste führten – zusammen mit anderen Gründen – zu seiner Exkommunikation. Ein kirchliches Gericht befand ihn im Mai 1899 für schuldig, „den Klerus gegen die Autorität der Kirche aufzuhetzen“.
Während der Gründung der neuen Nationalkirche bot ihm Isabelo de los Reyes das Amt des Oberbischofs (Metropoliten) an. Aglipay zögerte zunächst, nahm aber schließlich an, was den Bruch mit der Römisch-katholischen Kirche besiegelte.
Die Unabhängigkeit der Philippinen war für Aglipay ein hohes Gut. Er wollte seinem Land auf jede Weise dienen, so war er Soldat und Guerillaführer im Philippinisch-Amerikanischen Krieg. Im April 1901, einen Monat nach der Gefangennahme von General Aguinaldo, wurde Aglipay jedoch die Vergeblichkeit weiteren Widerstandes gegen die Amerikaner klar, und er ergab sich in Laoag.
Während der amerikanischen Herrschaft über die Philippinen war Aglipay maßgeblich an der Kampagne für die Unabhängigkeit beteiligt. Der Erfolg seiner Reise durch die Vereinigten Staaten 1931 bestärkte ihn in seinem Engagement für die politischen Angelegenheiten seines Landes. Im Jahre 1935 kandidierte er für die Präsidentschaft des Commonwealth der Philippinen, verlor jedoch gegen Manuel L. Quezon. Daraufhin widmete Aglipay sich dem Wohlergehen seiner Kirche.
Nachdem die Unabhängige Philippinische Kirche den Zölibat abgeschafft hatte, heiratete Aglipay am 12. März 1939.
Gregorio Aglipay starb am 1. September 1940 in Manila nach einem Schlaganfall. Er ist heute in seiner Heimatstadt Batac, Ilocos Norte beigesetzt, nachdem er zunächst in der Aglipay-Kathedrale in Tondo, Manila und – nachdem diese 1945 zerstört wurde – in der Kirche Maria Clara in Sampaloc bestattet worden war.

## Wirkung
Aglipay war ein Verfechter von Reformen innerhalb der katholischen Kirche auf den Philippinen. Ebenso verfocht er die Rechte des philippinischen Volkes. Als seine Appelle an die philippinische Regierung vergeblich blieben, rief er die Katholiken der Philippinen dazu auf, sich in einer Katholischen Kirche zu organisieren, die der philippinischen Lebensart entsprechen sollte. Im Ergebnis gelang es ihm, eine katholische philippinische Nationalkirche, die Unabhängige Philippinische Kirche zu organisieren.